# کژشوو (استان پودکارپاتسکیه)
کژشوو (به لهستانی:  Krzeszów) یک روستا در لهستان است که در گمینا کژشوو واقع شده‌است.
 کژشوو  ۸۶۲ نفر جمعیت دارد.